# Offensive Video Kunst
Die offensive video kunst (ovk) war eine Initiative zur Förderung und Präsentation von
Videokunst. Sie wurde 1986 von Karin Lauerwald und Stefan Hörner in Dortmund gegründet. Hervorgegangen aus der Gruppe „Video & Co“, zeigte die ovk an verschiedenen Veranstaltungsorten in NRW damals aktuelle, internationale Werke zeitgenössischer Künstler. Das Projekt bestand bis 1989, wurde jedoch ein Jahr später unter dem Namen FASST MEDIA ! von Lauerwald und Volker Harrach weitergeführt. Mit dem Abschluss der letzten Veranstaltung im Jahr 1991 endete auch dieses Projekt.

## Geschichte
Lauerwald war bereits seit 1984 Mitglied der Gruppe „Video & Co“ (zusammen mit den Gründern Günter Schlange und Ruth Waleczek). Die Ateliergemeinschaft von Peatc Voßmann, Elke Bauer und Günter Schlange im CEAG Gebäude, Tor 2 in Dortmund bot Raum für die ersten Veranstaltungen zur Aufführung künstlerischer Videos. Die nachfolgenden Video-Werkschauen fanden im benachbarten Tor 3 in den Räumen der Blickpunkt Fernsehproduktion statt.
Mitte der 1980er-Jahre entwickelte sich über lokale Initiativen hinaus ein weiter reichendes Bewusstsein für die recht junge künstlerische Gattung. In Nordrhein-Westfalen bündelten sich am 12. August 1985 die Interessen im Rahmen einer „Videokunst-Sitzung“ im Sekretariat für gemeinsame Kulturarbeit NRW in Wuppertal. Im Protokoll der Sitzung wurde festgehalten, dass „Nordrhein-Westfalen die Vorreiterstellung in der öffentlichen Förderung von Videokunst erhalten sollte“. Neben Wulf Herzogenrath (Kölnischer Kunstverein), Dieter Daniels u. Petra Unnützer (Videonale, Bonn), Axel Wirths (235 media, Köln), Zdenek Felix (Museum Folkwang, Essen), Veruschka Bódy (Infermental) u. a. nahmen auch Video & Co teil. Hier stellten die Dortmunder ihr Konzept vor: „Die Einrichtung einer Video-Werkschau-Reihe mit sechs Terminen pro Jahr im zweimonatigen Turnus mit der Vorstellung westdeutscher und internationaler Video-/Medienkünstler, Künstlergruppen und Organisationen. Die Video-Werkschau beinhaltete die Präsentation von Video-/Multimedia-Arbeiten in Anwesenheit der Künstler mit anschließendem Werkstatt-Gespräch.“ Ihr Ziel war es, die Videokunst einer breiteren Öffentlichkeit (mit räumlichem Schwerpunkt Dortmund) zugänglich zu machen und sie eher in kulturellen Treffpunkten wie freie Theater und Kommunales Kino als im musealen Raum zu präsentieren.

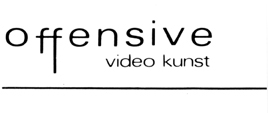
Logo ovk

Gemeinsam mit Stefan Hörner begann die Initiative im Mai 1986 unter dem neuen Namen offensive video kunst mit einer Werkschau von Ingo Günther im Künstlerhaus Dortmund. Bereits die darauf folgende Veranstaltung kann als einer der Höhepunkte in der noch jungen Geschichte der Vermittlung von Videokunst in Deutschland eingeschätzt werden: Die „Infermental Retrospektive 1980–1986“. Über einen Zeitraum von zwölf Tagen konnte man täglich von 12 bis 21 Uhr eine Videobibliothek mit 176 Arbeiten benutzen. Es gab vier Performances, drei Installationen und einen Vortrag von Veruschka Bódy (Infermental). Die Installation „Meine Abenteuer mit Admiral Fend“ von Ingo Günther kann als ein Vorläufer der Installation „K4 (C3I)“ (auf der documenta 8, 1987, heute Sammlung Skulpturenmuseum Glaskasten Marl) gesehen werden. Das gesamte Künstlerhaus war vom Dach bis in den Keller und dem Innenhof mit Videopräsentationen bestückt. Fortan waren die drei nachfolgenden Ausgaben von Infermental jeweils als westdeutsche Premiere in Dortmund zu sehen.
Im Anschluss daran wurde der 2. Marler Video-Kunst-Preis (s. Skulpturenmuseum Glaskasten) präsentiert, der – ebenso wie der 3. Marler Video-Kunst-Preis – nach seiner Premiere in Marl zuerst in Dortmund gezeigt wurde.
Neben der Präsentation bestehender Programme und Projekte erstellte die Initiative auch eigene Programme und Ausstellungen zu speziellen Themen in der Videokunst (Tape, Performance und Installation). Hervorzuheben sind die Gemeinschaftsprojekte „Waterfront“ (mit der Hallways Gallery und der Squeaky Wheel Coalition in Buffalo, USA) und „Video Hungaria I-III“ (in Zusammenarbeit mit Miklós Peternák, Budapest). Parallel zu der Präsentation einer Auswahl von Arbeiten aus diesen beiden Projekten während der „Internationalen Photoszene Köln“ zur Photokina 1988 im Museum Ludwig Köln wurde simultan in sämtlichen Amerika-Häusern der Welt von der Initiative das Video „Gesänge des Pluriversums“ von Peter Weibel ausgestrahlt.
1988 trat Volker Harrach neben Sabine Landgräber als viertes festes Mitglied der Initiative bei. Durch die langfristige Unterstützung und Förderung von Ernst Schreckenberg und Kurt Eichler erlangte die ovk und die Stadt Dortmund als Veranstaltungsort für Videokunst auch internationale Bekanntheit.

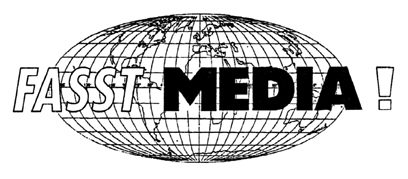
Logo FM! © Christian Knaak

Nach einer Pause gründeten Karin Lauerwald und Volker Harrach unter dem Namen FASST MEDIA ! eine neue Initiative.
Die letzte Veranstaltung der Initiative fand zum 24. Deutschen Evangelischen Kirchentag 1991 statt.

## Veranstaltungen 1984–1989
- VA Wölfl – Werkschau, CEAG Tor 2, Dortmund, Juli 1984
- VIDEO CONGRESS N°5: BEGEGNUNG / MEETING, CEAG Tor 2, Dortmund, August 1984
- VA Wölfl – Videofaschist, CEAG Tor 2, Dortmund, 28. September 1984.
- Monika Funke-Stern – Frankensteins Scheidung, CEAG Tor 2, Dortmund, 28. September 1984
- Werner Nekes – Werkschau, CEAG Tor 2, Dortmund, 26. Oktober 1984
- Wolf Vostell – Werkschau, CEAG Tor 2, Dortmund, 23. November 1984
- VIDEO CONGRESS N°7: REALITÄTSERSATZ / SURROGATE OF REALITY, Blickpunkt Fernsehproduktion (CEAG Tor 3), Dortmund, 21. Dezember 1984
- Marcel Odenbach – Werkschau, Blickpunkt Fernsehproduktion (CEAG Tor 3), Dortmund, 25. Januar 1985
- Klaus vom Bruch – Werkschau, Blickpunkt Fernsehproduktion (CEAG Tor 3), Dortmund, 22. Februar 1985
- Gusztáv Hámos – Werkschau, Blickpunkt Fernsehproduktion (CEAG Tor 3), Dortmund, 29. März 1985
- Jean-François Guiton – Werkschau, Blickpunkt Fernsehproduktion (CEAG Tor 3), Dortmund, 24. Mai 1985
- Ulrike Rosenbach – Werkschau, Blickpunkt Fernsehproduktion (CEAG Tor 3), Dortmund, 14. Juni 1985
- VIDEO CONGRESS N°8: METASPRACHE I + II, Che Coolala, Dortmund, 24. November 1985
- Infermental Extraausgabe Nordrhein-Westfalen, Künstlerhaus Dortmund, 29. – 30. November 1985
- Gábor Bódy – Werkschau, Blickpunkt Fernsehproduktion (CEAG Tor 3), Dortmund, 25. – 26. April 1986
- Ingo Günther – Werkschau, Künstlerhaus Dortmund, 23. Mai 1986
- Infermental Retrospektive 1980–1986 mit Infermental 4 (Lyon 1985), Extraausgabe Nordrhein-Westfalen (Wuppertal 1985), Infermental 5 (Rotterdam 1986), drei Installationen von Ingo Günther, Gusztáv Hámos, Cornelia Barnat & Anna Kabzan sowie vier Performances von Viv Trance, Tomasz Thun, Richard Ortmann, Andreas Ruhnke, Ralf Wassermann und Peatc Voßmann. Des Weiteren ein Vortrag von Veruschka Bódy, Künstlerhaus Dortmund, 14. – 26. Juni 1986
- 2. Marler Videokunst-Preis, Künstlerhaus Dortmund, 06. – 20. September 1986
- Infermental 6 (The New World Edition), Westdeutsche Premiere im Fletch Bizzel, 22. März 1987
- Infermental 7 (A Travelling Exhibition of World Video), Westdeutsche Premiere im Fletch Bizzel, 5. Mai 1988, von 7. – 12. Mai 1988 im Dortmunder Kunstverein.
- Bettina Gruber & Maria Vedder – Werkschau, Kommunales Kino, Dortmund, 7. Juli 1988
- Kain Karawahn – Feuerperformance: „Noch 11 Arbeitstage August, noch 95/96 Arbeitstage 1988“, Künstlerhaus Dortmund, 6. – 20. September 1986
- 3. Marler Video-Kunst-Preis, Künstlerhaus Dortmund, 16. – 21. August 1988.
- Miklós Peternák – Werkschau, Kommunales Kino, Dortmund, 12. September 1988
- Suzie Silver & Lawrence Steger – Videos und Performance: „Sacred Heart Productions“, Fletch Bizzel, 3. November 1988
- Wonder Products – Fugitives in Black and White, Kommunales Kino, Dortmund, 28. November 1988
- Axel Klepsch – Werkschau, Kommunales Kino, Dortmund, 23. Januar 1989.
- Tony Oursler – Werkschau, Kommunales Kino, Dortmund, 13. März 1989
- Infermental 8 (In the Afterglow of TV-Land) + Infermental 9 (Herz von Europa), Westdeutsche Premiere im Fletch Bizzel, 16. April 1989, von 18. – 23. April 1989 im Dortmunder Kunstverein.
- Carl E. Loeffler – Werkschau „La Mamelle, Inc./Art Com“ (San Francisco), Fletch Bizzel, 18. September 1989.

## Eigene Programme
- „7 aus 5“ – 7 Bänder aus der BRD, Großbritannien, Belgien, Kanada und den Niederlanden, Aufführungen in Dortmund: Fletch Bizzel 6. Juli 1986, Cabaret Queue 10. Juli 1986, Nachbarschaftshaus Wambel 11. Juli 1986, Café International im Fritz-Henßler-Haus 12. Juli 1986.
- „U.S. Videovisit“  – 11 Bänder aus den USA, Aufführungen: Premiere im Fletch Bizzel, Dortmund, 29. Oktober 1986, galerie abGrund, Schwerte 7. November 1986, Kommunales Kino, Dortmund 8. November 1986.
- „Video Hungaria I + II“  – ungarische Videos und experimentelle Kurzfilme 1980–87 (in Zusammenarbeit mit Miklós Peternák, Budapest), Aufführungen: Im Rahmen der Auslandskulturtage Dortmund, Fachhochschule Dortmund 20. Mai 1987, Kommunales Kino, Dortmund, 23. Mai 1987.
- „WATERFRONT“ – 21 Videos aus Buffalo, N.Y., USA, Gemeinschaftsprojekt mit: Hallways Gallery (Buffalo, USA), Squeaky Wheel Coalition (Buffalo, USA), Rheinisch-Westfälischen Auslandsgesellschaft (Dortmund). Aufführungen: Haus der RWAG, Dortmund, 17. Januar 1988, Stadtgarten Kino, Köln 26. – 30. Juni 1988, 1. Video Tag, Düsseldorf 2. Juli 1988, 1. European Media Art Festival, Osnabrück 3. und 7. September 1988, Internationale Photoszene Köln 1988 Museum Ludwig, Köln 9. Oktober 1988, Tatort Medien, Düsseldorf 24. November 1988.
- „Video Hungaria III“ – 14 aktuelle Videos aus Ungarn (in Zusammenarbeit mit Miklós Peternák, Budapest), Aufführungen: Kommunales Kino, Dortmund, 12. September 1988, Internationale Photoszene Köln 1988 Museum Ludwig, Köln 9. Oktober 1988, 3. Internationale Videokunsttage, Nürnberg 4. November 1988, Blue Box Kino, Bremen 26. November 1988.
- „In Regard of Nature“ – 13 japanische Videokunstproduktionen zum Thema Natur, Fletch Bizzel, 12. November 1990.
- „Spirit blows in Video soul“ – 10 internationale Videokunstproduktionen zum 24. Deutscher Evangelischer Kirchentag 1991, Fletch Bizzel, 24. Mai 1991, Evangelische Stadtakademie, Bochum, 25. Mai 1991.